# هیو کارلس
هیو کارلس (انگلیسی: Hugh Carless; ۲۲ آوریل ۱۹۲۵ – ۲۰ دسامبر ۲۰۱۱) دیپلمات اهل بریتانیا بود. وی از سال ۱۹۸۲ تا ۸۵ میلادی وزیر امور خارجه بریتانیا در ونزوئلا بوو. وی سال ۱۹۴۲ به آموختن زبان فارسی پرداخت.